# Рут Ренделл
Рут Ренделл (англ. Ruth Rendell, 17 лютого 1930, Лондон — 2 травня 2015, там само) — британська письменниця, автор популярних детективів і психологічних трилерів. Вперше здобула популярність після публікації роману «Дун означає Смерть» (англ. From Doon with death), де вперше з'являється інспектор Вексфорд. Згодом Ренделл написала цілий цикл детективних романів з цим головним персонажем.
Також писала під псевдонімом Барбара Вайн (англ. Barbara Vine) психологічні трилери з елементами детективу («Поплічник», «Око, що звикло до темряви», «Дім із сходами», «Мінотавр», «Син сажотруса», «Подарунок на день народження»). Характерним для романів Ренделл є глибоке проникнення в психологію героїв, майстерно побудований сюжет, несподівана розв'язка. Персонажі Ренделл це звичайні люди у трагічних чи загадкових обставинах. Ренделл є лауреатом багатьох літературних премій, включаючи кілька «кинджалів» (Срібний, чотири Золотих і Діамантовий кинджал Картьє) від Асоціації письменників детективного жанру, нагороджена премією газети «The Sunday Times» за літературну майстерність та премією Едгара По (як Барбара Вайн). Кілька її книжок були екранізовані, зокрема, такими режисерами, як Педро Альмодовар, Клод Шаброль та Франсуа Озон. Телебаченням Великої Британії знято серіал «Таємниці Рут Ренделл» (1987—2000).
Член палати лордів від лейбористської партії. Кавалер ордена Британської імперії (1996), баронеса.

## Екранізації творів
- «Церемонія вбивства» (реж. Клод Шаброль, за романом «Засвідчено у камені»)
- «13 сходинок униз»
- «Подружка нареченої» (реж. Клод Шаброль, за однойменним романом)
- «Нова подружка» (2014, реж. Франсуа Озон, за однойменним оповіданням)
- «Жива плоть» (1997, реж. Педро Альмодовар, за однойменним романом)
- «Око, що звикло до темряви»
- «З тобою жодна ніч не буде довгою»
- «Викрадення для Бетті Фішер»